# Небочови (гміна Любомія)
Небочови (пол. Nieboczowy) — село в Польщі, у гміні Любомія Водзіславського повіту Сілезького воєводства.
Населення — 449 осіб (2011).

## Демографія
Демографічна структура станом на 31 березня 2011 року:
|          | Загалом | Допрацездатний вік | Працездатний вік | Постпрацездатний вік |
| -------- | ------- | ------------------ | ---------------- | -------------------- |
| Чоловіки | 222     | 47                 | 148              | 27                   |
| Жінки    | 227     | 36                 | 122              | 69                   |
| Разом    | 449     | 83                 | 270              | 96                   |